# Stickkappa
Stickkappa är ett mindre stickvalv eller valvkupa som från sidan skär in i ett (större) tunnvalv eller stickvalv, vanligen för att medge upptagning av fönster på en byggnad.